# The Beverly Hills Hotel
Beverly Hills Hotel — гостиница в городе Беверли-Хиллз на бульваре Сансет. Один из самых известных отелей мира, связанный с голливудскими звездами, музыкантами и знаменитостями.
Открыт в мае 1912 года, еще до основания одноимённого города. В 1986 году приобретён султаном Брунея Хассаналом Болкиахом и включён в сеть отелей класса «люкс» Dorchester Collection. В бунгало, принадлежащих отелю, на протяжении 30 лет с 1942 года жил Говард Хьюз.

## Фотографии

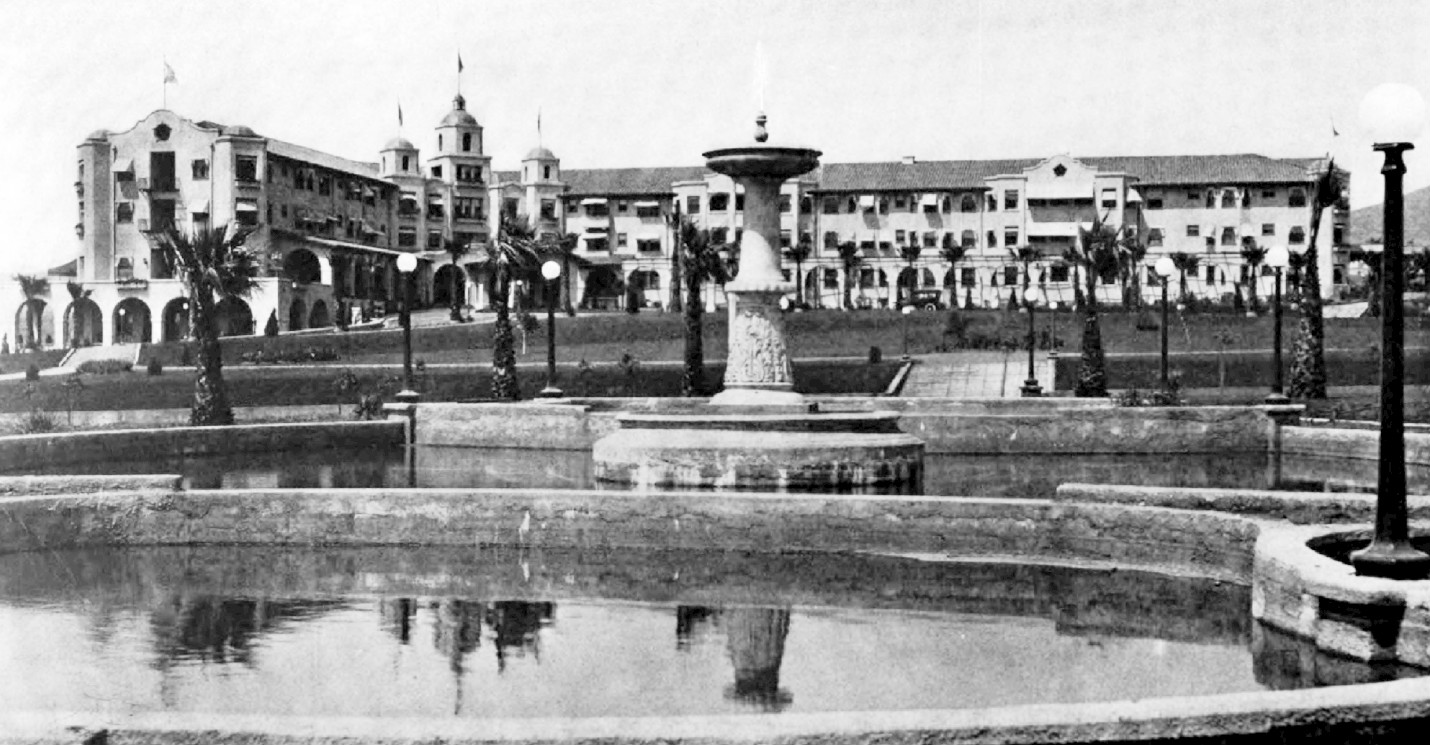
Отель в 1913 году
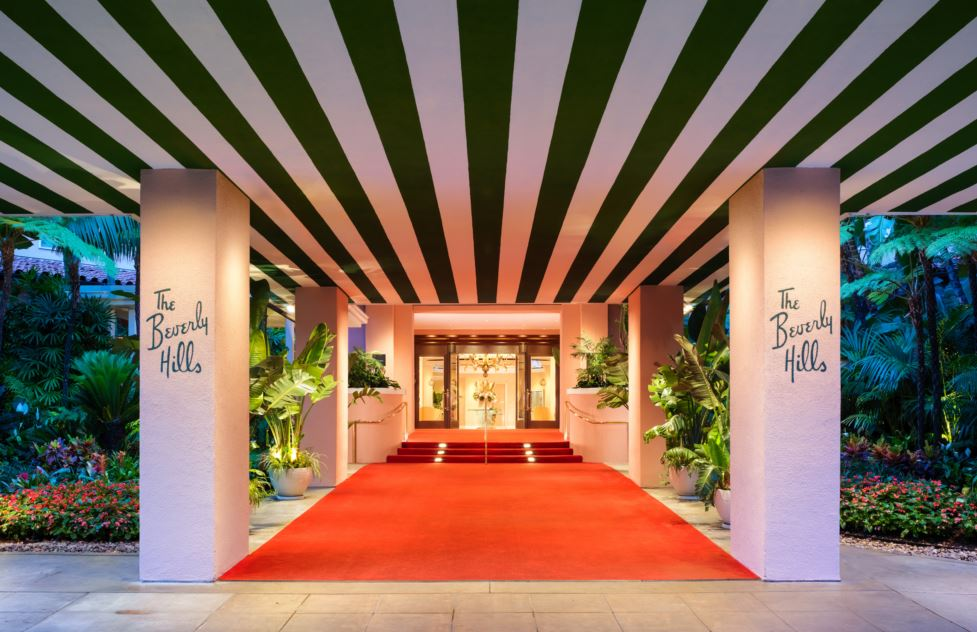
Вход в отель с ковровой дорожкой
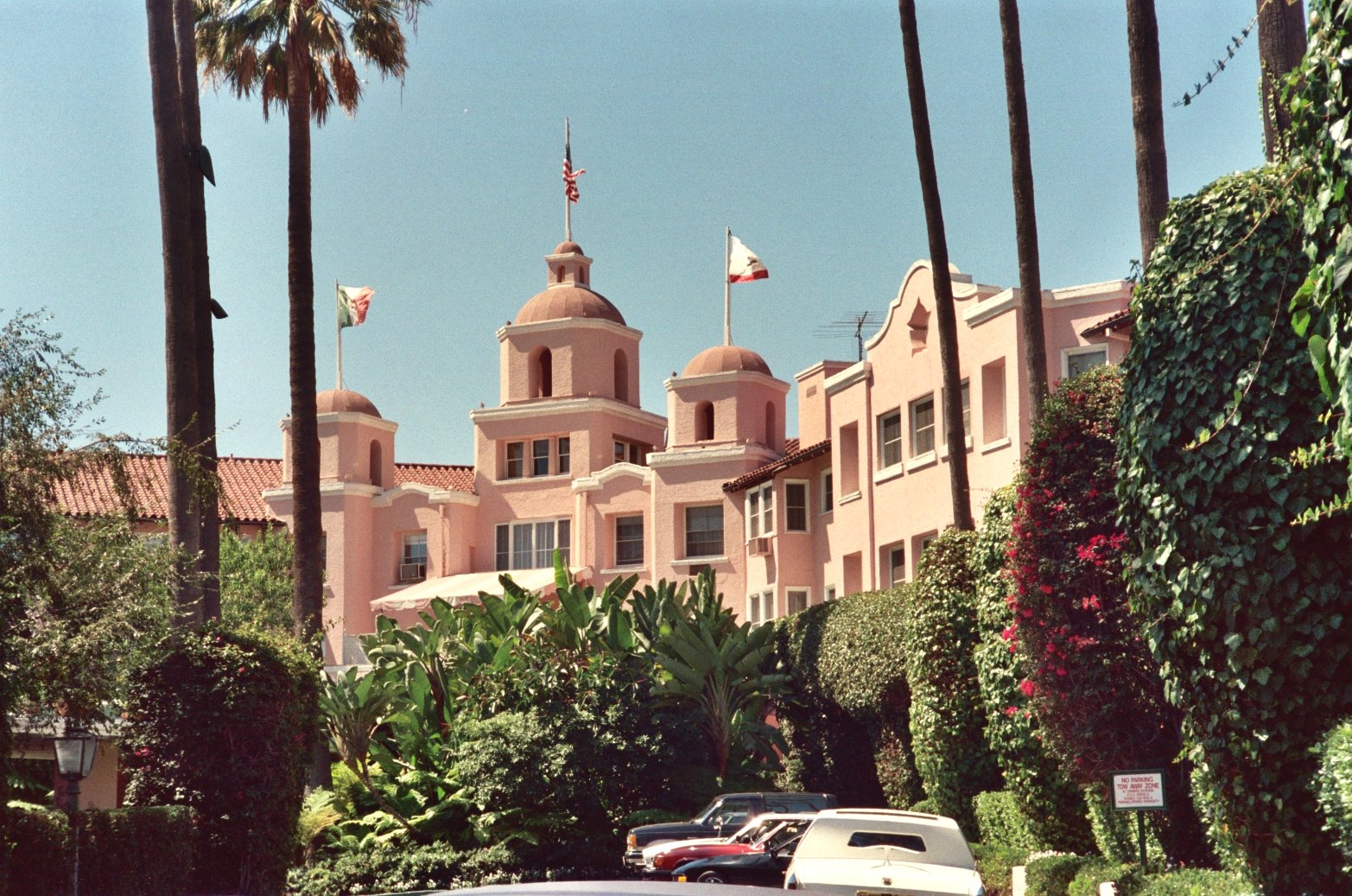
Башенки основного здания
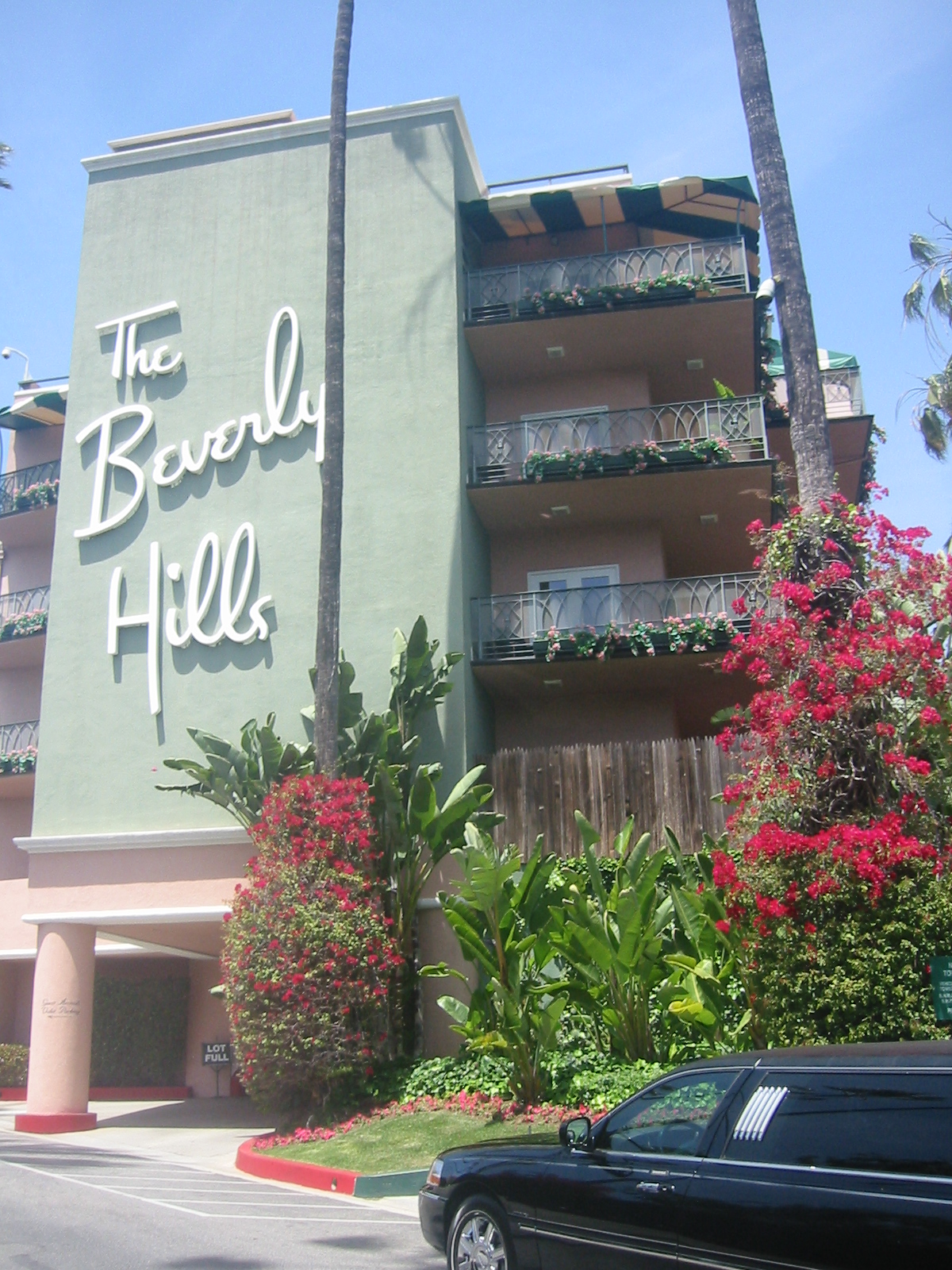
Юго-восточная сторона отеля, крыло Crescent
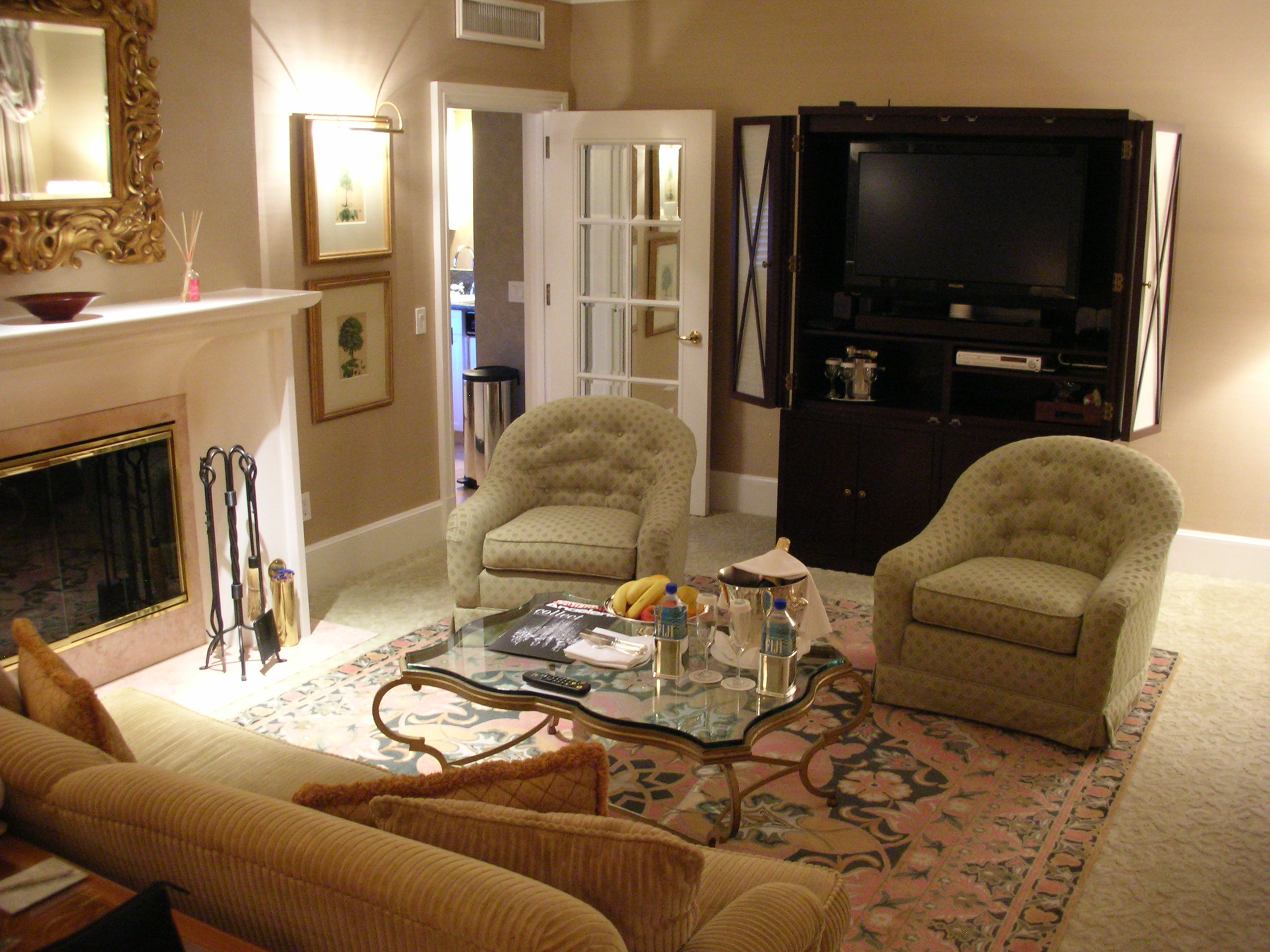
Номер в бунгало в 2009 году